# Pôle métropolitain Artois Douaisis
Ne doit pas être confondu avec Pôle métropolitain de l'Artois.
Le Pôle métropolitain Artois Douaisis est un Pôle métropolitain situé dans le département du Pas-de-Calais, dans la région Hauts-de-France.

## Histoire
Le Pays d'Artois était une structure de regroupement de collectivités locales françaises, située dans la région Hauts-de-France, toutes dans le département du Pas-de-Calais.
Il a été remplacé en 2017 par le Pôle métropolitain Artois Douaisis.

## Composition

### Ancien Pays
Le Pays a regroupé 7 intercommunalités pour un total de 255 communes jusqu'en 2017 :
- Communauté urbaine d'Arras
- Communauté de communes de l'Atrébatie
- Communauté de communes des Deux Sources
- Communauté de communes la porte des vallées
- Communauté de communes de Marquion
- Communauté de communes Osartis
- Communauté de communes du Sud Artois

Après 2017, le Pays regroupe 4 intercommunalités pour un total de 255 communes :
- Communauté urbaine d'Arras
- Communauté de communes des campagnes de l’Artois
- Communauté de communes Osartis Marquion
- Communauté de communes du Sud Artois

### Pôle métropolitain
- Communauté urbaine d'Arras
- Douaisis Agglo
- Communauté d'agglomération Cœur d'Ostrevent
- Communauté de communes des campagnes de l'Artois
- Communauté de communes Osartis Marquion
- Communauté de communes du Sud Artois